# Campet-et-Lamolère
 Campet-et-Lamolère  (en occitano Campet e La Molèra) es una población y comuna francesa, situada en la región de Aquitania, departamento de Landas, en el distrito de Mont-de-Marsan y cantón de Mont-de-Marsan-Nord.

## Demografía
| 325 | 317 | 274 | 291 | 280 | 266 |
| Para los censos de 1962 a 1999 la población legal corresponde a la población sin duplicidades (Fuente: INSEE [Consultar]) |     |     |     |     |     |